# Гладишевський Євген Іванович
Гладише́вський Євге́н Іва́нович (нар. 14 квітня 1924, Реклинець, нині Львівської області – 5 серпня 2012, Львів) – український вчений в галузі неорганічної хімії, кристалохімії, доктор хімічних наук,  заслужений діяч науки України, лауреат Державної премії України в галузі науки і техніки, професор Львівського університету, один із засновників Львівської наукової школи "Кристалохімія".

## Життєпис
Гладишевський Євген-Ігор Іванович народився 14 квітня 1924 року в селі Реклинець Жовківського (тепер Сокальського району) Львівської області в родині вчителів, Францішки Йосипівни та Івана Васильовича. Навчався в першому та другому класах початкової школи в селі Реклинець. У 1933 році родина Гладишевських переїхала в Західну Польщу, у село Ключе (повіт Олькуш, воєводство Кельці, Польща), де Євген закінчив початкову школу і продовжив навчання в гімназії міста Олькуш (1936–1938). Згодом, після переїзду до Львова, навчався у Першій українській академічній гімназії (1939–1940) та СШ № 2 (1940–1941) і одержав атестат зрілості як випускник Першої державної гімназії у Львові (1942). Євген Гладишевський був студентом (І–IV курс) хіміко-технологічного факультету Технічних курсів (1942–1944) та Львівського політехнічного інституту (1944–1945). Закінчив навчання на хімічному факультеті Львівського державного університету імені Івана Франка (1945–1947) і був залишений на викладацькій роботі. 
Упродовж 54 років місце праці Євгена Гладишевського було незмінним – Львівський університет. За цей час він пройшов шлях від асистента до професора кафедри неорганічної хімії. На початку трудової діяльності був лекційним асистентом, проводив лабораторні та практичні заняття до основних курсів з неорганічної хімії для студентів хімічного факультету та загальної хімії для студентів біологічного, географічного і геологічного факультетів. Одночасно, здобуваючи навики і досвід викладацької праці, Євген Гладишевський активно займався науковими дослідженнями. У 1953 році він захистив кандидатську дисертацію “Тверді розчини на основі інтерметалічних сполук”, а у 1967 році – докторську дисертацію “Дослідження з кристалохімії силіцидів і германідів”.
У 1954 році Євген Гладишевський одержав звання доцента кафедри неорганічної хімії та розпочав читати студентам хімічного факультету свій перший лекційний курс з неорганічної хімії. Згодом вів лекційні курси також із загальної хімії і кристалохімії для студентів хімічного факультету та з основ кристалографії для студентів фізичного факультету. У 1967 році його обрано деканом хімічного факультету Львівського державного університету імені Івана Франка. У 1968 році Євгену Гладишевському присуджено вчене звання професора і відтоді до 1989 року він обіймав посаду завідувача кафедри неорганічної хімії, а наступні 10 років – професора кафедри. Одночасно у 1971 році його призначено проректором з наукової роботи університету, на цій посаді він перебував упродовж 20 років. Багато зусиль приклав для вдосконалення наукової роботи Львівського університету. Його діяльність була спрямована на збільшення обсягів бюджетних і госпдоговірних науково-дослідних робіт, зростання кількості викладачів з науковими ступенями, залучення всіх викладачів до виконання науково-дослідної роботи, підвищення ефективності аспірантури, налагодження співпраці з науковими закладами інших міст і країн. З 1999 року до виходу на пенсію (2001) працював головним науковим співробітником науково-дослідної частини Львівського національного університету імені Івана Франка.
Помер 5 серпня 2012 року у віці 88 років у Львові. Похований у родинному гробівці на 71 полі Янівського цвинтаря.

## Наукові досягнення
Професор Євген Гладишевський зробив вагомий внесок у розвиток вітчизняної та світової науки в галузі кристалохімії неорганічних сполук. Його наукові дослідження вирізняються багатогранністю тематики, поєднанням аналізу та синтезу, пошуком кристалохімічних закономірностей.  Він відкрив кілька сотень хімічних сполук, окремі з яких згодом стали основою сучасних матеріалів науки і техніки. У його науковому доробку понад 600 наукових праць, монографій, авторських свідоцтв та патентів. Зокрема у монографіях та оглядових статтях систематизовано види спорідненостей між структурними типами та способи перетворення одних типів на інші (Кристаллохимия силицидов и германидов (1971); Кристаллохимия интерметаллических соединений редкоземельных металлов (1982); Тройные системы, содержащие редкоземельные металлы (1985); Topologically close-packed structures (In Intermetallic Compounds. , 1994. Vol. 1); Phase equilibria and crystal chemistry in ternary rare earth systems with metallic elements (In Handbook on the Physics and Chemistry of Rare Earths. , 1990. Vol. 13)). Наукові публікації професора Євгена Гладишевського широко відомі світовій науковій спільноті, що знайшло відображення у їхніх численних цитуваннях.   
Євген Іванович Гладишевський – один із засновників і керівник (1972–1995) Львівського феномену – наукової школи “Кристалохімія”, доробок якої становить 20 % світових досягнень у галузі, понад 200 успішних вчених. Він виховав декілька поколінь науковців, у тому числі безпосередньо був керівником 31 кандидатської та консультантом 4 докторських дисертацій. Голова комітету кристалографів України (1986, 1993–2004), член Міжнародної спілки кристалографів. Член редакційної колегії Вісника Львівського університету (серія хімічна), Українського хімічного журналу, міжнародного журналу Journal of Phase Equilibria. Член координаційної та видавничої рад Енциклопедії Львівського університету.  

## Громадська діяльність
Дійсний член Наукового товариства імені Шевченка. Євген Гладишевський один із перших виступив у 1989 році з пропозицією відновлення діяльності товариства у Львові. З перших днів діяльності НТШ очолив хемічну комісію (1992-2012) і редколегію “Праць НТШ. Серія хемія і біохемія”, неодноразово виступав на наукових сесіях і віддано працював на благо товариства впродовж усього життя.
Євген Іванович умів згуртувати навколо себе студентів та учнів, прищеплював їм зацікавлення до хімічних досліджень, вселяв бажання займатися наукою, пропагував українську науку, вмів показати, що хімія є цікавою, багатогранною, захоплюючою та оригінальною і у 2010 році започаткував конкурс “Кристали”. У 2010-2013 роках конкурс був обласним, у 2014 році – Львівсько-Люблінським, у 2015-2016 роках – Міжнародним. З 2017 року конкурс здобув статус Всеукраїнського конкурсу юних дослідників “Кристали” імені Євгена Гладишевського і проводиться спільно з Малою академією наук України та Львівською обласною Малою академією наук учнівської молоді.  
Євген Гладишевський – очевидець і учасник подій міжвоєнного періоду на Закарпатті. Його спогади використано для створення документального фільму “Срібна Земля. Хроніка Карпатської України 1919–1939”. 

## Захоплення
Одне з найбільших захоплень Євгена Гладишевського – альпінізм. Був членом альпіністської та туристичної секцій товариства “Наука”. Керував сходженнями четвертої категорії складності. Мав другий розряд і звання молодшого інструктора з альпінізму, організовував багатоденні піші та гірськолижні походи в Карпатах. Мав перший розряд з туризму. Особисто здійснив 11 зимових сходжень на найвищу вершину Карпат – Говерлу. Працював інженером з техніки безпеки високогірної аерогеологічної експедиції на Памірі, де здійснив піші та кінні походи по Алайському та Заалайському хребтах.

## Нагороди
Євген Гладишевський відзначений почесним званням заслужений діяч науки Української РСР (1979), нагороджений орденом “Трудового Червоного Прапора” (1976), грамотою Президії Верховної Ради УРСР (1984), почесною грамотою Президії Верховної Ради України (1999, 2004), а також пам’ятними та ювілейними медалями. Він – лауреат Державної премії Української РСР в галузі науки і техніки (1984), стипендіат Президента України (з 1999).
У 2018 році почесне звання “Шляхетна львівська родина” присвоєно родині Гладишевських за вагомий внесок кількох поколінь родини у розвиток наукового і культурного середовища Галичини.